# Agnes Håkonsdatter
Agnes Håkonsdatter (1290–1319) var datter af Håkon 5. Magnusson og en ukendt frille. Agnes' eksakte alder er ukendt, men hun omtales fra 1302–1312.
Hun giftede sig i 1302 med lendmannen Havtore Jonsson (ca 1275–1320). Han blev slået til ridder da han blev kongens svigersøn. Videre fik han en storslået gave af sin svigerfar, nemlig kongens egen gård i Sarpsborg med det tilhørende vandfald, Sarpefossen, der gav navn til byen Sarpsborg. Dette er den senere Borregård, der forblev i Havtore Jonssons slægt til ud i 1600-tallet.
Deres to sønner, kongens børnebørn, var Jon og Sigurd Havtoresson, omtalt som "Havtoressønnene", blev centrale skikkelser i norsk politik under kong Magnus Eriksson, der var deres fætter.
Selv om kong Håkon anerkendte Agnes som sin datter, var ægte fødsel blevet så afgørende vigtigt, at hun ikke kunne forvente at indgå noget fyrsteligt ægteskab, som hun kunne have gjort så sent som i 1100-tallet. Men bortset fra hende havde kong Håkon ikke andre børn end Ingebjørg, sin ægtefødte datter. Derfor fik han i 1302 ændret arvefølgeloven, så en eventuel søn af Ingebjørg rykkede op i tredje arveklasse, og hun selv, som første kvinde, fik lovbestemt plads i den norske arverække. Som uægtefødt fik Agnes ingen tilsvarende position, men hendes eventuelle ægtefødte søn kom i niende arveklasse.
De to "Havtoresønner" Jon og Sigurd var dermed Norges mest højættede mænd, næst efter kongen. Jons sønn Håkon Jonsson var på tale som norsk konge efter Olav Håkonssons død i 1387, og Ulv blev stamfar til den svenske adelsslægt Roos af Hjelmsäter, mens datteren Cecilia blev gift med den värmlandske ridder Ulf Holmgeirsson. Sigurd blev ved sit ægteskab med Erling Vidkunssons datter sin tids største jordejer i Norge. Han deltog i begge oprørene mod sin fætter, kong Magnus, i 1330'erne.